# 叶史瓦大学博物馆
叶史瓦大学博物馆（英語：Yeshiva University Museum）是叶史瓦大学的一个教学博物馆和文化机构。它与美国犹太历史学会、美国塞法迪联盟、利奥·贝克研究所和意地绪科学学会犹太研究院同为犹太历史中心的成员组织，史密森学会的关联机构，位于纽约的切尔西社区。

## 历史和使命
该博物馆始建于1973年。它的使命是为庆祝3000年犹太知识和艺术成就。该博物馆的目的是通过多学科的展览和出版物，以提供一个窗口，进入遍布世界各地和贯穿历史的犹太文化。2009年2月26日雅各维斯博士被任命博物馆主任。

## 藏品
博物馆的8000多件文物藏品包括民间艺术，人种学和考古文物，服装和纺织品，犹太仪式的艺术对象，文档，书籍和手稿。
藏品的亮点包括：
- 考古文物，从青铜时代到近古
- 历史手稿
- 托马斯·杰斐逊的1818年手写信件，肯定宗教自由，谴责反犹太主义
- 经文护符匣，属于哈西德运动的创始人鲍尔仙姆托夫
- 希律圣殿模型[1]

叶史瓦大学博物馆的馆藏涵盖犹太艺术和物质文化：
- 历史性的犹太会堂模型
- 迈尔霍夫的以色列早期艺术收藏
- 吉恩摩尔多瓦收藏的犹太儿童书籍
- 拉斐尔帕泰 护身符系列
- 斯特恩收藏的犹太文物

## 设施和方案
该博物馆包括四个展区，室外雕塑花园，讲解员休息室，儿童工作坊和办公室。犹太历史中心的其他设施包括250座，残疾人无障碍礼堂和放映室，会议室，小吃店和犹太咖啡厅。
博物馆举办两种类型的展览：犹太人社区或历史事件，以及犹太主题的当代艺术作品。博物馆有时举行巡回展览。其他产品包括家庭手工作坊，讲座，电影，音乐会和多种语言导览，包括英语，希伯来语，西班牙语，俄语，意第绪语。
叶史瓦大学博物馆与纽约市公立学校合作，为学生提供艺术教育，以及教师专业发展。纽约州艺术委员会、纽约市教育局支持这些项目。叶史瓦大学博物馆是美国犹太博物馆理事会的创始成员，领导新兴博物馆的成长，以及发展所有犹太博物馆的保护和保存技术。